# Mouvement Région Savoie
De Mouvement Région Savoie (Arpitaans: Mouvament Règ·ion Savouè) of MRS is een Franse regionale politieke partij, die pleit voor een zelfstandige regio Savoie, bestaande uit de departementen Savoie en Haute-Savoie. De MRS is lid van de Régions et peuples solidaires, een organisatie van regionale partijen in Frankrijk. Op Europees niveau is ze aangesloten bij de Europese Vrije Alliantie.

## Geschiedenis

### Oprichting
De MRS is opgericht in 1972, in de periode dat de historische regio en geannexeerd land Savoie op zou gaan in de bestuurlijke regio Rhône-Alpes. De regionale beweging is opgericht door Max Molliet, als politieke unie tussen de Cercle de l'Annonciade en de Club des Savoyards de Savoie (Club van Savoyaarden in Savoie). Vanaf haar beginjaren is de MRS geïnspireerd door het werk van de Zwitsers filosoof en schrijver Denis de Rougemont, vooral op het gebied van regionalisme, ecologie en een Europa bestaande uit euregio's. De beweging werd geherstructureerd tot geregistreerde vereniging in 1985. De beweging neemt vanaf 1986 deel aan verscheidene verkiezingen.

### Verval in separatisme
Het politieke landschap in Savoie werd in de jaren 90 gekenmerkt door de opkomst van de secessionistische Ligue Savoisienne, die in tegenstelling tot de MRS een onafhankelijke staat Savoye wil herstichten. Hun secessionistische gedachtegoed sloeg aan en de partij wist vlak na oprichting in 1998 al één zetel in de Regionale Raad van Rhône-Alpes te bemachtigen. Geïnteresseerd in de financiën die de nationale organisatie R&PS onder haar aangesloten regionale partijen verdeelde, wilden de separatisten toetreden tot deze politieke federatie, waar ook de MRS deel van uitmaakt.
Omdat de MRS weigerde samen te werken met de separatisten, maakte de MRS als mede-oprichter in 1998 gebruik van het vetorecht binnen de R&PS om de eventuele toetreding van de Ligue Savoisienne tegen te houden. Als gevolg hiervan infiltreerden de Savoyaardse separatisten in de organisatie van de MRS om vanaf 1999 vervolgens met een meerderheid het bestuur over te nemen. Omdat de MRS door de separatisten werd gekaapt voor hun eigen gewin, kon de regionalistische partij eveneens niet volledig deelnemen aan het publieke debat voor een Regio Savoie. In 2001 overleed de 35-jarige partijvoorzitter Benoît Bro aan hartproblemen.
In 1999 richtten de regionalisten van de MRS de vereniging La région Savoie j’y crois (Een regio Savoie, ik geloof erin) op om verder als denktank te fungeren toen de toenmalige bestuurlijke regio Rhône-Alpes, ondersteunt door een wetsvoorstel van de gedeputeerde Michel Bouvard, een studie deed naar de mogelijke oprichting van een regio Savoie. Als gevolg van het publieke debat, ontstond op 14 februari 2001 de Raad van Savoie-Mont Blanc (destijds Assemblée des Pays de Savoie), een volksvertegenwoordiging bestaande uit de departementale raadsleden van de twee Savoyaardse departementen.
Nadat de Ligue Savoisienne, na de kaping, in 2003 toe wist te treden tot de R&PS, nam het aantal separatisten binnen het bestuur van de MRS geleidelijk af. Vanaf 2005 behaalden de regionalisten wederom een meerderheid binnen hun partijbestuur van de MRS, waarna de separatisten verzocht werden de partij te verlaten.

### Herstel naar regionalisme
In 2007 ging de MRS een samenwerking aan met Les Verts (De Groenen), een ecologistische partij met wie de MRS ideeën gemeen heeft, voornamelijk op het gebied van ecologisme en regionalisme. De MRS ondersteunde de Berbers-Savoyaardse politica Malika Benarab-Attou bij haar campagne voor de Europese Parlementsverkiezingen 2009. Bij de regionale verkiezingen van 2010 verwierf de MRS 1 zetel in de Regionale Raad van Rhône-Alpes. Deze werd ingenomen door partijvoorzitter Noël Communod.
Tijdens haar periode in de oppositie in de Regionale Raad was de MRS een van de partijen die het geldverslindende HST-project Lyon-Turijn openlijk aan de kaak stelde vanwege dubieuze rollen van belanghebbende politici en omdat de werkzaamheden tot ernstige milieuschade leidden. Ter bescherming van de Arpitaanse minderheid pleitte de MRS, aan de zijde van politiek partner Belkacem Lounès, voor een actieve taalpolitiek binnen de administratieve regio Rhône-Alpes. Zodoende werd op 9 juli 2009 het Occitaans en het Arpitaans in Rhône-Alpes erkend als officiële regionale talen en werd er een Handvest voor de Arpitaanse taal opgesteld die op 28 mei 2015 werd ondertekend.
De alliantie met de Groenen leverde bevredigende resultaten op bij de kantonale verkiezingen en de Franse parlementsverkiezingen 2012 met de kandidatuur van Gilbert Saillet in het derde kiesdistrict van het departement Haute-Savoie. In juni 2013 veranderde de groene partij op nationaal niveau haar politieke strategie en besloot ze de coalitie te verbreken met de regionalistische partijen, waardoor op regionaal niveau het verbond tussen Les Verts en de MRS werd beëindigd. In 2015 droeg Noel Communod het MRS-leiderschap over aan Laurent Blondaz.
Als reactie op de in juli 2014 aangenomen wet voor bestuurlijke hervorming, waarin bevoegdheden, inspraak en medezeggenschap van de onderste bestuurslagen, zoals de gemeentes en de departementen, werden overgedragen naar vernieuwde meer gecentraliseerde bestuursvormen, creëerde de MRS in 2017 een politiek label Initiatives Démocratiques en Savoie! (Democratische initiatieven in Savoie). Met dit label stelde de MRS met Marina Chélépine een kandidate verkiesbaar voor de Parlementsverkiezingen van 2017 in het eerste kiesdistrict van Haute-Savoie.
Na verscheidene gesprekken tussen vijf verschillende regionalistische, autonomistische en secessionistische bewegingen uit Savoie, sloot de MRS op 5 juni 2017 een akkoord met deze bewegingen om één politiek platform te stichten voor een Savoyaards-gezind politiek ten behoeve van een autonome regio Savoie. In mei 2022 presenteerde dit platform zich als verbond met vier kandidaten onder de gezamenlijke naam Sabaudia in de twee Savoyaardse departementen voor de Franse parlementsverkiezingen van 2022..

## Electoraat
De MRS is uitsluitend actief in de departementen Savoie en Haute-Savoie. In kiesdistricten van grotere omvang wordt de MRS met andere regionale zusterpartijen vertegenwoordigd door de Régions et peuples solidaires (R&PS). Soms worden de Bugey en het Land van Gex ook betrokken bij de projecten van de MRS, omdat deze gebieden ook historisch toebehoorden bij de Savoye.

## Standpunten
Het werk van de Zwitsers filosoof en schrijver Denis de Rougemont heeft een diepgaande invloed uitgeoefend op de standpunten van de MRS. De hoofdzakelijke thema's zijn:
- Een autonome regio Savoie, bestaande uit de departementen Savoie en Haute-Savoie;[5]
- Frankrijk een federale staatsstructuur geven, bestaande uit regio's gevormd naar culturen en volkeren;[6]
- Het Europa van de regio's, waar het federalisme zich met regionalisme verbindt. Op culturele en taalkundige basis is de MRS voorstander van een te creëren euregio Arpitanië;[7]
- De strijd tegen de vernietiging van het milieu door middel van het bepleiten van een overheid op menselijke schaal, dat wil zeggen een regionale, kleinschalige overheid.[8]

## Partijvoorzitters
Sinds 2015 is Laurent Blondaz voorzitter van de MRS.
| - Max Molliet (1972) - Josiane Floret (1982-1986) - Jean-François Portet (1986-1991) - Michel Duret (1991-1996) - Claude Dufour (1997-1998) |  | - Michel Duret (1998-1999) - Benoît Bro (1999-2001) - Thérèse Bouvier (2001-2003) - Thierry Dupassieux (2003-) - Alain Favre (2007-2009) - Noël Communod (2009-2015) |

## Betrekkingen met andere bewegingen
Op Europees niveau is de MRS lid van de Europese Vrije Alliantie, die zitting neemt in het Europees parlement. Op nationaal niveau in Frankrijk is de MRS met de andere regionale partijen verenigd in de partij Régions et peuples solidaires (R&PS).
Ook onderhoudt de MRS contacten met Autonomie Liberté Participation Écologie (ALPE), een partij in de nabij gelegen regio Valle d'Aosta.